# Fegatelli
I fegatelli di maiale alla toscana sono un piatto antichissimo tipico della cucina di tutta la regione. Di questo piatto si hanno notizie già in un libro di cucina del XIV secolo e ne fa menzione nei suoi scritti anche il poeta Pietro Aretino, che attribuisce ai fiorentini l'uso di "vestire" i fegatelli (cioè rivestirli con l'omento). Pur richiedendo una preparazione piuttosto semplice, si trovano spesso nelle macellerie già pronti da cuocere.

## Ricetta
I fegatelli consistono in pezzi di fegato di maiale avvolti nella rete (o omento). Di solito sono previsti due aromi tipici della cucina toscana: foglie d'alloro e semi del finocchio selvatico. L'utilizzo di stecchi di piante d'alloro o gambi di finocchio selvatico per la chiusura dei fegatelli sarebbe previsto dalla ricetta originale, ma sono spesso sostituiti dai più pratici stuzzicadenti di legno. Il contenitore ottimale per cuocere i fegatelli di maiale alla toscana è il classico tegame di coccio. Una volta cotti "si possono conservare per qualche mese […], ponendoli dopo cotti in un tegame e riempiendo questo di lardo strutto e a bollore", pratica che viene usata anche per motivi gastronomici puri.

## Curiosità
Questo piatto è stato sinonimo di ghiottoneria. Ciò è rivelato nel suo uso in molti canti popolari e una delle varie versioni di un canto carnascialesco diffuso in varie città toscane è riportato in un libro fiorentino di prose del 1737, che recita:
Carnoval non te n' andare,
Ch' io t'ho fatto un bel cappello,
A ogni punto un fegatello;
Te n' avresti a contentare[…]